# Euthyme V d'Antioche
Anthemius (mort en 1813) fut patriarche orthodoxe d'Antioche et de tout l'Orient de 1792 à 1813.
Voilà comment Joseph Nasrallah le présente dans son Histoire du mouvement littéraire de l'Église melchite (IV.2, p. 91):
Neophyte VII de Constantinople choisit en synode, pour remplacer Daniel, Anthemius, évêque d'Hélénopolis en décembre 1791, qui prit possession de son éparchie en accostant à Lattaquié le 20 dec. v.s. 1792 et n'arriva à Damas qu'à Ia mi-carême 1793. Sabbâg loue sa bonne administration et son sage gouvernement. Durant son patriarcat, une trêve de fait fut observée entre Catholiques et Orthodoxes. Le siège d'Alep avait passé, sous Sylvestre, sous Ia juridiction de Constantinople. Philémon avait réussi à le faire revenir sous celle d'Antioche. Cette allégeance est de nouveau confirmée, sous Anthemios, par lettres patriarcales de janvier 1792 et de juin 1794. Cependant, les Orthodoxes de Ia ville redemandèrent Ie 21 mai/2 juin à rentrer sous Ia juridiction de Constantinople. En plus des Alepins, Anthemios eut des difficultés avec sa Communauté à tel point qu'il quitta son éparchie, pour un séjour prolonge à Constantinople. II revint cependant à Damas où il mourut le 20 juillet/1ᵉʳ aout 1813. Le patriarche œcuménique Cyrille VI lui donna pour successeur au même mois d'août 1813, Séraphim, évêque titulatre d'Arcadioupolis.